# Station Vorden
Station Vorden is een spoorwegstation in het Gelderse Vorden aan de spoorlijn Winterswijk – Zutphen. Het station werd geopend op 24 juni 1878.
Tot 1999 reed de NS op deze lijn. Daarna nam Syntus de exploitatie over en sinds december 2012 exploiteert Arriva de lijn.
| Serie       | Treinsoort         | Route                                      | Bijzonderheden |
| ----------- | ------------------ | ------------------------------------------ | --- |
| 30400 RE 30 | Sneltrein (Arriva) | Apeldoorn – Zutphen – Vorden – Winterswijk | Rijdt 's avonds van Zutphen naar Apeldoorn en van Apeldoorn naar Winterswijk. Rijdt in het weekend de gehele dag tussen Winterswijk en Apeldoorn. Stopt tussen Zutphen en Winterswijk op alle tussengelegen stations. |
| 30800 RS 31 | Stoptrein (Arriva) | Winterswijk – Vorden – Zutphen             | enkele treinen rijden van/naar Apeldoorn |

Het station beschikt over een onbewaakte fietsenstalling en fietskluizen. Ook heeft het parkeerplaatsen voor auto's en er is een bushalte. De bussen vertrekken onder andere in de richting van Doetinchem en worden evenals de treinen op deze lijn geëxploiteerd door Arriva.
Het stationsgebouw heeft een hoog middendeel met korte, lage vleugels. Het gebouw is een monument en is uitgeroepen tot 'Parel van Vorden'. Het wordt niet meer gebruikt ten behoeve van het openbaar vervoer. Tot 2008 was er een tandartspraktijk in gevestigd. Sindsdien dient het als opslagplaats.
Het sterk in verval verkerende pand wordt in 2025 gerenoveerd. Op de bovenverdieping komen appartementen terwijl voor de begane grond naar een publieksfunctie wordt gezocht.

## Afbeeldingen

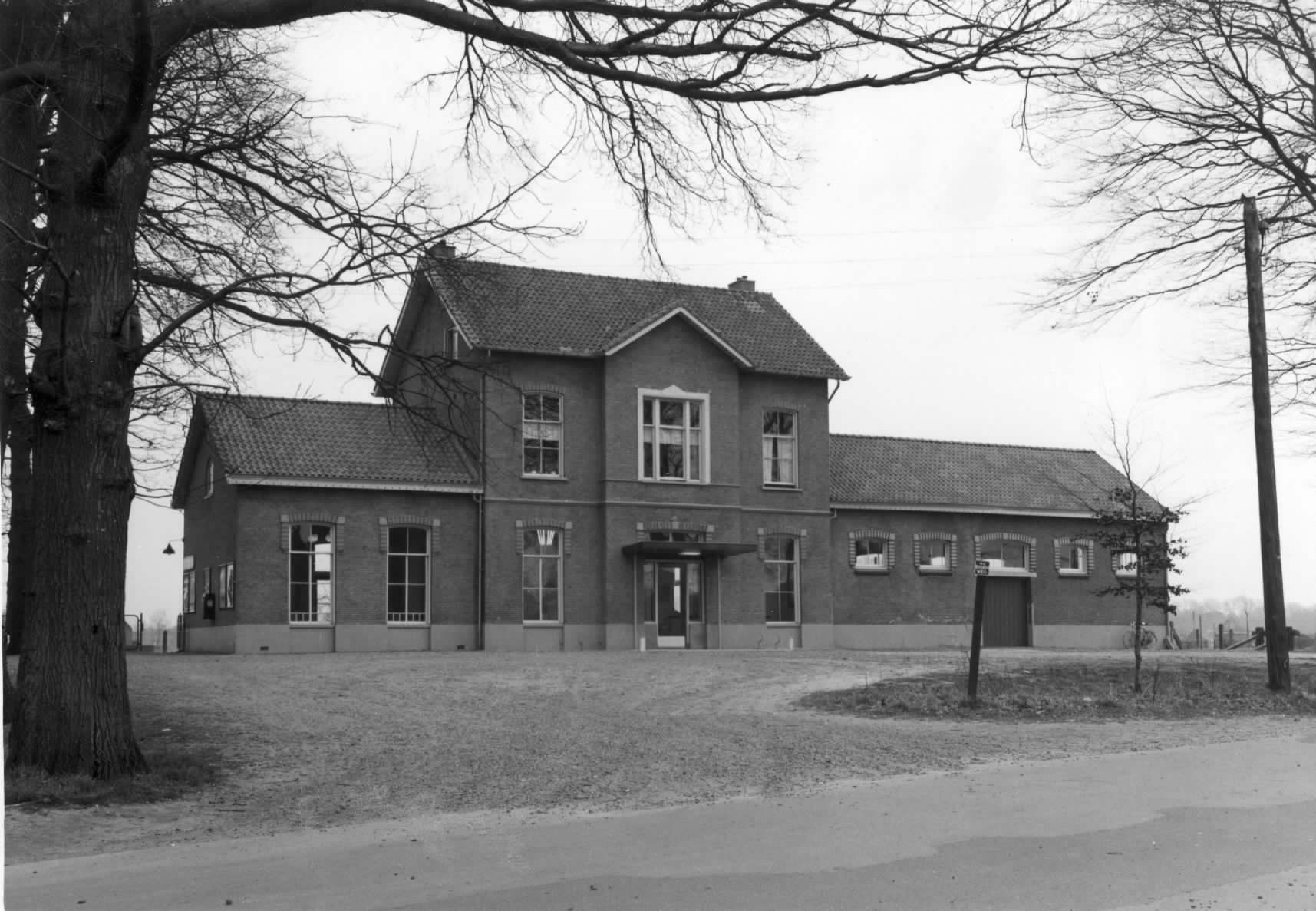
Station in 1966
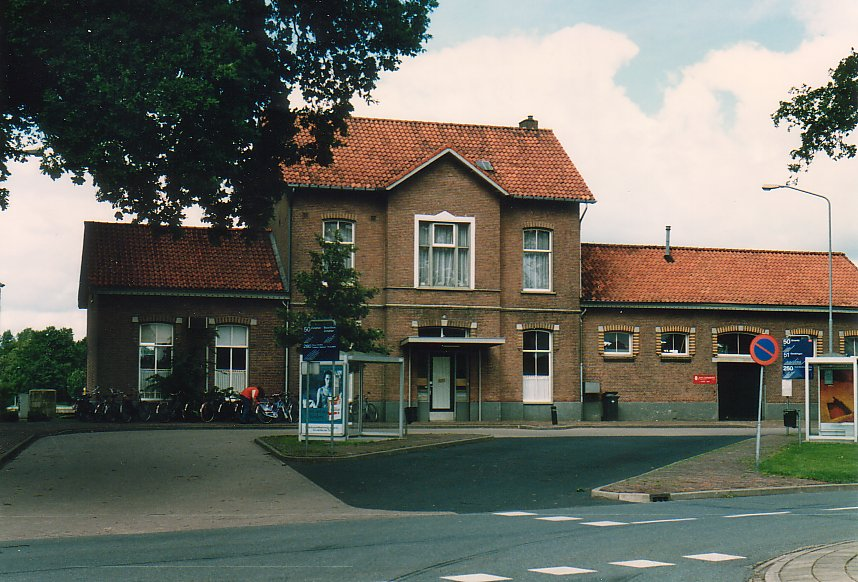
Station in 1996
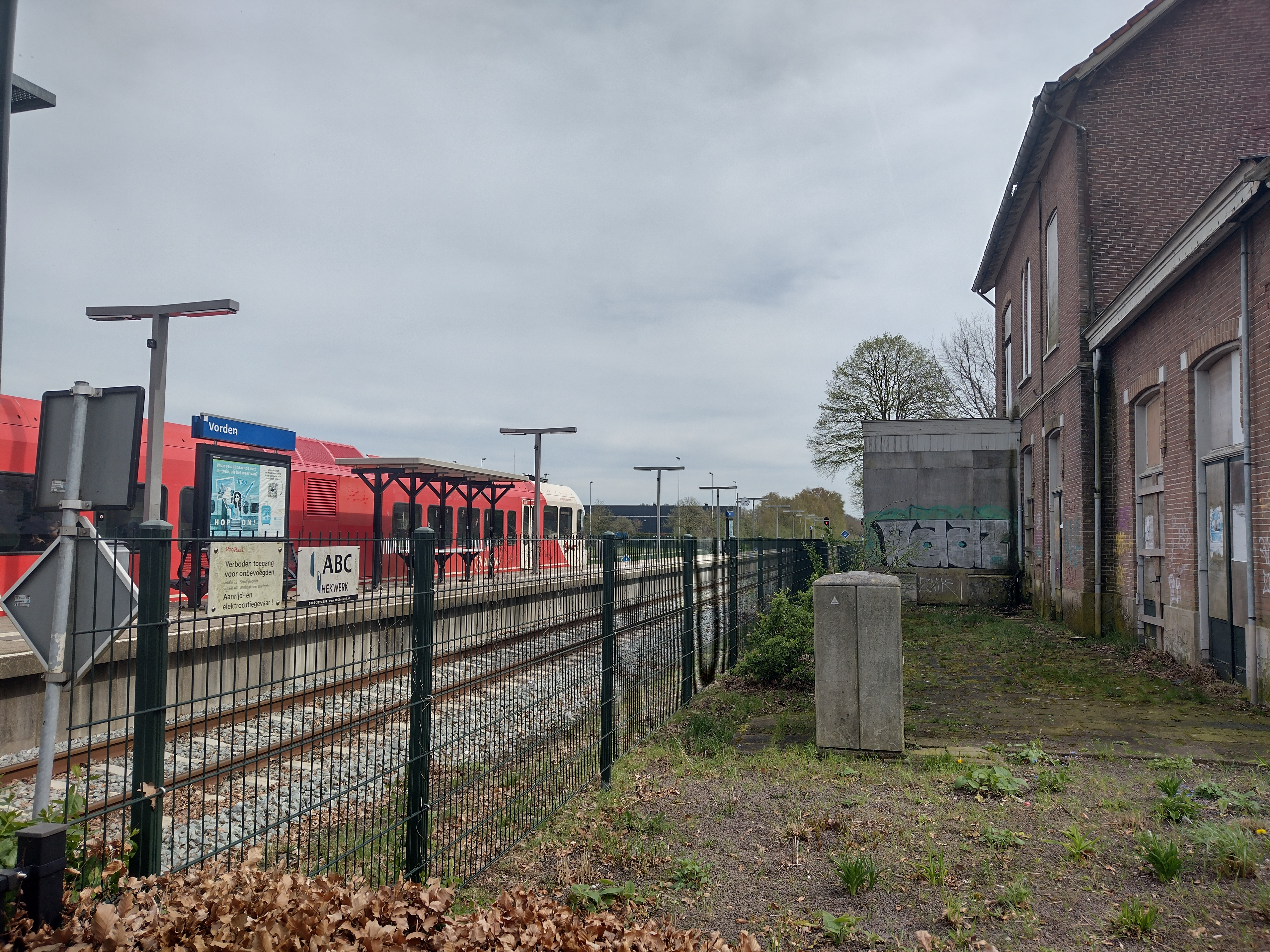
Arriva-trein op het station
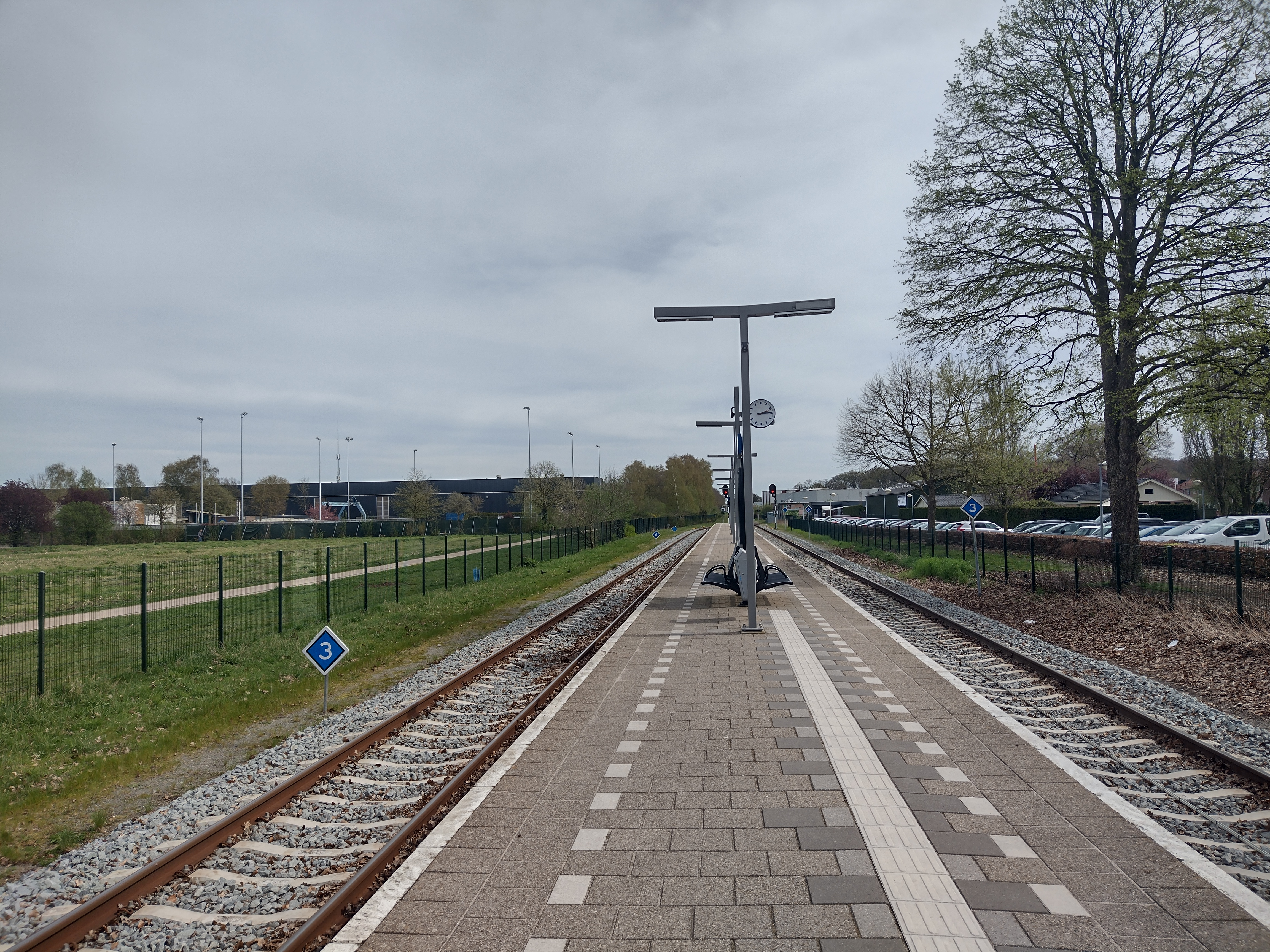
Perron

0,0: Zutphen ·
0,5: Nieuwstad ·
7,0: Warken ·
11,8: Vorden ·
17,5: Brandenborch ·
21,3: Ruurlo ·
28,8: Beltrum-Zieuwent ·
33,9: Lichtenvoorde-Groenlo ·
42,5: Winterswijk West ·
Winterswijk GOLS ·
43,6: Winterswijk
Huidige stations:
Aalten ·
Apeldoorn · 
-De Maten · 
-Osseveld ·
Arnhem:
-Centraal · 
-Presikhaaf · 
-Velperpoort · 
-Zuid ·
Barneveld:
-Centrum · 
-Noord ·
-Zuid ·
Beesd ·
Brummen ·
Culemborg ·
Didam ·
Dieren ·
Doetinchem · 
-De Huet · 
Duiven ·
Ede:
-Centrum ·
-Wageningen ·
Elst ·
Ermelo ·
Gaanderen · 
Geldermalsen ·
't Harde ·
Harderwijk ·
Hemmen-Dodewaard ·
Kesteren ·
Klarenbeek ·
Lichtenvoorde-Groenlo ·
Lochem ·
Lunteren ·
Nijkerk ·
Nijmegen · 
-Dukenburg · 
-Goffert · 
-Heyendaal · 
-Lent ·
Nunspeet · 
Oosterbeek ·
Opheusden ·
Putten ·
Rheden ·
Ruurlo ·
Terborg ·
Tiel · 
-Passewaaij ·
Twello · 
Varsseveld · 
Veenendaal-De Klomp · 
Velp · 
Voorst-Empe · 
Vorden · 
Wehl ·
Westervoort · 
Wezep · 
Wijchen ·
Winterswijk · 
-West · 
Wolfheze · 
Zaltbommel · 
Zetten-Andelst · 
Zevenaar · 
Zutphen
Voormalige stations: lijst van voormalige spoorwegstations in Gelderland